# Stigmella desperatella
Stigmella desperatella là một loài bướm đêm thuộc họ Nepticulidae. Nó được tìm thấy từ Estonia đến Pyrenees, Ý và Bulgaria, và từ Đảo Anh đến Ukraina.
Sải cánh dài 4–5 mm. Con trưởng thành bay vào tháng 6.
Ấu trùng ăn Malus baccata, Malus domestica, Malus sylvestris và Pyrus communis. Chúng ăn lá nơi chúng làm tổ. 